# Бартелинг, Луи
Луи Бартелинг (фр. Louis Barteling; 8 декабря 1856, Булонь-сюр-Мер — 17 июля 1914, Париж) — французский шашист, один из сильнейших мастеров игры в стоклеточные шашки своего времени, публицист и теоретик шашечной игры.

## Биография
Луи Бартелинг родился в 1856 году. В 1880 году Бартелинг стал членом Парижского шашечного общества и постепенно выдвинулся в число сильнейших игроков Франции. Принимал участие практически во всех международных турнирах, проводившихся в конце XIX века во Франции, представлявших собой неофициальные чемпионаты мира того времени. Вершиной спортивной карьеры Бартелинга стал период с 1887 по 1894 год, когда он занял первое место в Амьенском турнире 1887 года, в Парижском турнире 1891 года и поделил с Дюссо и Рафаэлем 1-3 место в Парижском турнире 1894 года.
 В 1894-95 годах Бартелинг вёл шашечную хронику в еженедельной газете «l’illustration». Публикации на страницах газеты положили началу работы над фундаментальным трудом по теории шашек, который был издан Бартелингом в 1901 и 1902 годах в двух томах под названием «Traité théorique et pratique du jeu de dames». В 1910 году Бартелинг открыл для широкой шашечной публики ставшего легендарным сенегальского шашиста Вольдуби. Умер Бартелинг в 1914 году в парижской больнице.

## Турнирные результаты Бартелинга
- Амьен, 1885 г. — 4 место
- Амьен, 1886 г. — 2 место
- Амьен 1887 — 1 место
- Париж, 1891 г. — 1 место
- Париж, 1894 г. — 1-3 место
- Марсель 1895 — 6 место
- Париж, 1895 г. — 5 место
- Амьен, 1899 г. — 3-4 место
- Париж, 1903 г. — 3 место

## Начало Бартелинга
Имя Бартелинга в шашках носит начало 1. 33-28 18-23 2. 39-33 12-18 3. 44-39 7-12 и т.д.

## Количество партий
| Период    | Количество партий | +  | −  | =  |
| --------- | ----------------- | -- | -- | -- |
| 1886—1900 | 61                | 18 | 20 | 23 |

## Результаты личных встреч с сильнейшими шашистами
| № | Противник     | Период встреч | Количество партий | + | − | = |
| - | ------------- | ------------- | ----------------- | - | - | - |
| 1 | Гастон Буден  | 1894          | 1                 | 0 | 1 | 0 |
| 2 | Анатоль Дюссо | 1894—1899     | 6                 | 2 | 1 | 3 |
| 3 | Клас де Гер   | 1886          | 1                 | 0 | 1 | 0 |
| 4 | Эжен Леклерк  | 1894—1903     | 8                 | 1 | 3 | 4 |
| 5 | Луи Рафаэль   | 1894          | 2                 | 0 | 2 | 0 |
| 6 | Исидор Вейс   | 1894—1906     | 14                | 1 | 6 | 7 |
| 7 | Вольдуби      | 1911          | 18                | 5 | 7 | 6 |